# Próxima Estación: Esperanza
Proxima Estacion: Esperanza — другий сольний альбом Manu Chao. Випущений в Європі у 2000 році, в США — 5 червня 2001 року.
Назва альбому походить від оголошення станції Esperanza на 4-й лінії мадридського метрополітену. У перекладі з іспанської Esperanza означає «надія». Пісні з цього альбому Ману Чао виконує на англійській, арабській, французькій, галісійській, португальській та іспанській мовах. Майже усі пісні з альбому написані Ману Чао, окрім треків «El Dorado 1997» та «Homens»

## Трек-лист
Автор музики і слів Manu Chao, except where noted. 
| #   | Назва               | Автор                               | Мова                  | Тривалість |
| --- | ------------------- | ----------------------------------- | --------------------- | ---------- |
| 1.  | «Merry Blues»       |                                     | англійська            | 3:36       |
| 2.  | «Bixo»              |                                     | галісійська           | 1:52       |
| 3.  | «El Dorado 1997»    | Chao, François Meslouhi, Tito Velez | португальська         | 1:29       |
| 4.  | «Promiscuity»       |                                     | англійська            | 1:36       |
| 5.  | «La Primavera»      |                                     | іспанська             | 1:52       |
| 6.  | «Me Gustas Tú»      |                                     | іспанська французька  | 4:00       |
| 7.  | «Denia»             |                                     | арабська              | 4:39       |
| 8.  | «Mi Vida»           |                                     | іспанська             | 2:32       |
| 9.  | «Trapped by Love»   |                                     | англійська            | 1:54       |
| 10. | «Le Rendez-Vous»    |                                     | англійська французька | 1:56       |
| 11. | «Mr. Bobby»         |                                     | англійська            | 3:49       |
| 12. | «Papito»            |                                     | іспанська             | 2:51       |
| 13. | «La Chinita»        |                                     | іспанська             | 1:33       |
| 14. | «La Marea»          |                                     | іспанська             | 2:16       |
| 15. | «Homens»            | Chao, Valeria dos Santos Costa      | португальська         | 3:18       |
| 16. | «La Vacaloca»       |                                     | іспанська             | 2:23       |
| 17. | «Infinita Tristeza» |                                     | іспанська             | 3:56       |

## Чарти
| Чарт (2001)                                        | Найвища позиція |
| -------------------------------------------------- | --------------- |
| Австрія Austrian Albums (Ö3 Austria)               | 2               |
| Бельгія Belgian Albums (Ultratop Flanders)         | 3               |
| Бельгія Belgian Albums (Ultratop Wallonia)         | 1               |
| Данія Danish Albums (Hitlisten)                    | 5               |
| Нідерланди Dutch Albums (MegaCharts)               | 3               |
| Фінляндія Finnish Albums (Suomen virallinen lista) | 10              |
| Франція French Albums (SNEP)                       | 1               |
| Німеччина German Albums (Offizielle Top 100)       | 4               |
| Італія Italian Albums (FIMI)                       | 1               |
| Норвегія Norwegian Albums (VG-lista)               | 4               |
| Spanish Albums (PROMUSICAE)                        | 1               |
| Швеція Swedish Albums (Sverigetopplistan)          | 6               |
| Швейцарія Swiss Albums (Schweizer Hitparade)       | 1               |
| США Top Latin Albums (Billboard)                   | 8               |

| Чарт (2001)                         | Позиція |
| ----------------------------------- | ------- |
| Austrian Albums (Ö3 Austria)        | 46      |
| Belgian Albums (Ultratop Flanders)  | 24      |
| Belgian Albums (Ultratop Wallonia)  | 16      |
| Canadian Albums (Nielsen SoundScan) | 162     |
| Dutch Albums (Album Top 100)        | 46      |
| French Albums (SNEP)                | 4       |
| German Albums (Offizielle Top 100)  | 35      |
| Swedish Albums (Sverigetopplistan)  | 35      |
| Swiss Albums (Schweizer Hitparade)  | 3       |

| Чарт (2002)          | Позиція |
| -------------------- | ------- |
| French Albums (SNEP) | 113     |

## Сертифікації
| Регіон                                                                                          | Сертифікація       | Продажі    |
| ----------------------------------------------------------------------------------------------- | ------------------ | ---------- |
| Аргентина (CAPIF)                                                                               | Платиновий         | 40 000^    |
| Бельгія (BEA)                                                                                   | Платиновий         | 50 000*    |
| Канада (Music Canada)                                                                           | Золотий            | 50 000^    |
| Франція (SNEP)                                                                                  | 3× Платиновий      | 900 000*   |
| Греція (IFPI Greece)                                                                            | Золотий            | 15 000     |
| Італія (FIMI)                                                                                   | Платиновий         | 100 000*   |
| Нідерланди (NVPI)                                                                               | Золотий            | 40 000^    |
| Іспанія (PROMUSICAE)                                                                            | 2× Платиновий      | 200 000^   |
| Швейцарія (IFPI Switzerland)                                                                    | 3× Платиновий      | 120 000^   |
| Велика Британія (BPI)                                                                           | Срібний            | 60 000^    |
| США (RIAA)                                                                                      | Платиновий (Latin) | 100 000^   |
| Підсумки                                                                                        |                    |            |
| Європа (IFPI)                                                                                   | 2× Платиновий      | 2 000 000* |
| Worldwide                                                                                       | Н/Д                | 3,000,000  |
| *продажі, що базуються лише на сертифікаціях ^відвантаження, що базуються лише на сертифікаціях |                    |            |